# Christa Maerker
Christa Maerker (* 13. Dezember 1941 in Berlin; † 21. Juni 2023 ebenda) war eine deutsche Journalistin, Filmkritikerin, Dokumentarfilm-, Drehbuch- und Hörspielautorin.

## Leben
Maerker war zwischen 1962 und 1966 Volontärin, Kritikerin und Ressortleiterin beim Spandauer Volksblatt. Danach arbeitete sie als freie Publizistin für das Fernsehen (u. a. als Kritikerin bei der ARD) und verschiedene Zeitungen, darunter die Frankfurter Rundschau, die Süddeutsche Zeitung, die Weltwoche und die FAZ. Seit 1974 realisierte sie mehr als fünfzig Dokumentarfilme vorwiegend aus den Bereichen des Films und der Literatur für die ARD und das ZDF. Daneben schrieb sie mehrere Filmdrehbücher (Die Schweizermacher, 1978; Zwei ausgeflippte Omas, 1983; Federball, 1989) und Hörspiele. Die Geschichten der drei Damen K. wurde im November 1989 als Hörspiel des Monats ausgezeichnet, Seifenblasen oder Wie Kurt Tucholsky ein Drehbuch schrieb im Dezember 2002.
Ab 1979 war Maerker Mitarbeiterin bei den Internationalen Filmfestspielen Berlin. Sie war außerdem Mitarbeiterin der Filmreihe und der Jahrbücher im Carl Hanser Verlag sowie der Paare-Reihe beim Rowohlt Verlag Berlin. Von 1976 bis 1982 war sie Mitglied der Kommission des Kuratoriums junger deutscher Film, von 1979 bis 1986 Vorstandsmitglied der Arbeitsgemeinschaft der Filmjournalisten und von 1990 bis 1993 Mitglied der gemeinsamen Auswahlkommission des BMI und der Berliner Filmförderung. 

## Hörspiele
Autorin:
- 1991: Unmögliche Interviews: Nach mir die Wüste! Und vorher auch! Christa Maerker interviewt Mae West – Regie: Hans Gerd Krogmann (Original-Hörspiel, Kurzhörspiel – SWF)
- 1993: Monolog einer anonymen Romantikerin – Regie: Ulrich Heising (Originalhörspiel – SWF)
- 1995: Unmögliche Interviews: Oh Daddy, den kauf ich mir. Christa Maerker interviewt John Wayne – Regie: Ulrich Lampen (Originalhörspiel, Kurzhörspiel – SWF)
- 1995: Unmögliche Interviews: Drei Prisen Salz. Christa Maerker interviewt Marlene Dietrich – Regie: Ulrich Lampen (Originalhörspiel, Kurzhörspiel – SWF)
- 1996: Unmögliche Interviews: Jetzt rasen auch die Engel. Christa Maerker interviewt Elvis Presley – Regie: Ulrich Lampen (Originalhörspiel, Kurzhörspiel – SWF)
- 1998: Unmögliche Interviews: Außen Arsen, innen ein Pfirsich oder Ich bin ein Diamant – forever. Christa Maerker interviewt Marilyn Monroe – Regie: Ulrich Lampen (Originalhörspiel, Kurzhörspiel – SWF)
- 2002: Seifenblasen oder Wie Kurt Tucholsky ein Drehbuch schrieb – Regie: Stefanie Lazai (Originalhörspiel – Deutschlandradio)
  - Auszeichnung: Hörspiel des Monats Dezember 2002
- 2004: Die Freundin – Regie: Stefanie Lazai (Originalhörspiel, Kriminalhörspiel – Deutschlandradio)

Bearbeitung (Wort):
- 1989: Helke Sander: Die Geschichten der drei Damen K. (5 Teile) – Regie: Ursula Weck (Hörspielbearbeitung – SWF/SFB)
  - Auszeichnung: Hörspiel des Monats November 1989
- 1990: Joy Magezis: Verfolgt – Regie: Ursula Weck (Hörspielbearbeitung, Kriminalhörspiel – SWF)

## Publikationen
- 1984: Rosa von Praunheim – Reihe Film 30. Carl Hanser Verlag, München ISBN 978-3-446-13967-1
- 2012: Wir haben uns verzweifelt geliebt. Propyläen Verlag, München ISBN 978-3-549-07383-4[5]